# Neil Sullivan
Neil Sullivan (Sutton, 24 de fevereiro de 1970) é um ex-futebolista escocês. Fez carreira no futebol inglês, principalmente com as camisas de Wimbledon, Leeds United e Doncaster Rovers.

## Carreira
Entre 1986 e 1988, Sullivan atuou nas categorias de base do Wimbledon, profissionalizando-se em 1988. Com a saída do então titular Dave Beasant e a promoção de Hans Segers como seu substituto, o jovem goleiro contentou-se com a reserva, atuando em apenas 2 jogos entre 1989 e 1992, quando foi emprestado ao Crystal Palace, onde jogou 4 partidas antes de voltar aos Dons no mesmo ano.
Herdou a titularidade a partir da temporada 1996-97, após a saída de Hegers para o Wolverhampton. Sullivan é também lembrado por sofrer um gol marcado por David Beckham, do Manchester United, no meio-de-campo, em 1996. Saiu do Wimbledon em 2000, com 181 partidas disputadas.
Jogou também por Tottenham, Chelsea, Leeds United, Doncaster Rovers e AFC Wimbledon. Dispensado pelos Rovers, o goleiro encerrou a carreira de jogador em 2013, aos 43 anos.
Atualmente, Sullivan é treinador de goleiros nas categorias de base do Leeds United.

## Carreira na Seleção
Pela Seleção Escocesa de Futebol, o goleiro estreou em 1997. Integrou a equipe que disputou a Copa de 1998, realizada na França. Como reserva do veterano Jim Leighton, Sullivan não entrou em campo em nenhum dos 3 jogos da Escócia, que capitulou ainda na fase de grupos. Atuou pela seleção até 2003, deixando a equipe com 28 jogos disputados.

## Links
- Perfil de Neil Sullivan no site do Doncaster Rovers (em inglês)
- Neil Sullivan em National-Football-Teams.com